# Sorubim elongatus
Sorubim elongatus är en fiskart som beskrevs av Littmann, Burr, Schmidt och Isern 2001. Sorubim elongatus ingår i släktet Sorubim och familjen Pimelodidae. Inga underarter finns listade i Catalogue of Life.